# Sabana Sudanesa Oriental
L'ecoregió de la Sabana Sudanesa Oriental està inclosa dins de la regió geogràfica general del Sudan.

## Descripció
La regió del Sudd divideix la sabana sudanesa oriental en dos blocs(veure mapa adjunt):
- El bloc occidental s'estén pel nord del Camerun, l'extrem sud del Txad, al nord de la República Centreafricana, el sud-est del Sudan i l'est del Sudan del Sud.
- El bloc oriental s'estén des del nord d'Uganda i l'extrem nord-oest de la República Democràtica del Congo, sud-est del Sudan del Sud i al llarg de la regió fronterera entre el Sudan, Etiòpia i Eritrea.

Limita al nord amb la sabana d'acàcies del Sahel, a l'est amb la selva montana d'Etiòpia, al sud-est amb el mosaic de selva i sabana de la conca del llac Victòria, la sabana arbustiva de Kenya, la selva montana d'Àfrica oriental i la selva montana de la falla Albertina; al sud amb el mosaic de selva i sabana del nord del Congo, a l'oest amb la sabana sudanesa occidental i al nord-oest amb el mosaic del massís de Mandara.

## Flora
Les espècies típiques són els arbres del gènere Terminalia caducifolis i el sotabosc d'arbustos i herbàcies com el Combretum i l'herba d'elefant alt (Pennisetum purpureum). Hi ha més de 1.000 espècies de plantes endèmiques.

## Fauna
Entre les espècies amenaçades es troben l'elefant africà (Loxodonta africana), el gos salvatge africà, el guepard (Acinonyx jubatus), el lleopard (Panthera pardus), el lleó (Panthera leo) i l'eland de Derby (Taurotragus derbianus). Els rinoceronts negre (Diceros bicornis) y blanc (Ceratotherium simum) eren nadius d'aquesta ecorrgió, però han desaparegut a causa de la caça excessiva.

## Endemismes
El nivell d'endemisme en la fauna és baix. Entre els vertebrats, només el ratolí Mus goundae, el pinsà candela de Reichenow (Lagonosticta umbrinodorsalis), el pardal de Fox (Ploceus spekeoides), l'Escíncid Panaspis wilsoni i la serp Rhamphiophis maradiensis.

## Estat de conservació
El seu estat de conservació està en perill crític. L'hàbitat s'ha vist afectat per l'agricultura, el foc i la tala, però encara es conserven grans extensions relativament intactes.

## Protecció
Existeixen nombroses àrees protegides, que ocupen prop del 18% de l'ecoregió, però moltes d'elles no garanteixen la conservació a causa de la inestabilitat política de la regió.
| Estat                    | Nom del parc                                 | Nom del parc                       |
| ------------------------ | -------------------------------------------- | ---------------------------------- |
| Sudan                    | Parc Nacional del Dinder                     | Parc Nacional de Radom             |
| Sudan del Sud            | Parc Nacional de Boma                        |                                    |
| Txad                     | Parc Nacional de Zakouma                     |                                    |
| República Centreafricana | Parc Nacional del Manovo-Gounda Saint-Floris | Parc Nacional de Bamingui-bangoran |
| Etiòpia                  | Parc Nacional de Gambela                     |                                    |
| Uganda                   | Parc Nacional de la Muntanya Kei             |                                    |

```
 
```

## Zones urbanes i assentaments
Al Camerun, la regió és més o menys contigua a la regió nord, on el parc nacional de Bénoué i el parc nacional de Bouba Njida contenen algunes de les espècies amenaçades esmentades anteriorment. A Txad, la sabana sudanesa oriental cobreix el sud, inclosa la ciutat industrial de Moundou, la segona ciutat més gran del Txad, la ciutat petrolera de Doba i les ciutats de Sarh i Pala de cultiu de cotó. A la República Centreafricana, la regió cobreix el nord poc poblat del país; entre les ciutats més grans hi ha Bossangoa. Al Sudan a l'oest del pantà de Sudd, la sabana de Sud-est de l'est cobreix la zona de Bahr el Ghazal, inclosa la ciutat de Wau. A l'est del Sudd, l'ecoregió s'estén al nord i al sud des del nord d'Uganda, a través del sud-est del Sudan, a l'est del Nil blanc (incloent la zona al voltant de les ciutats del sud de Juba i Equatòria oriental al voltant de Torit), i al llarg de la frontera entre Sudan i Etiòpia. Aquí a Gambela es troba el Parc Nacional Gambela fa temps existent però poc efectiuu. Gran part d'aquesta àrea ha experimentat combats en les últimes dècades i es troba en diversos estats de reconstrucció.